# Jan van Roessel

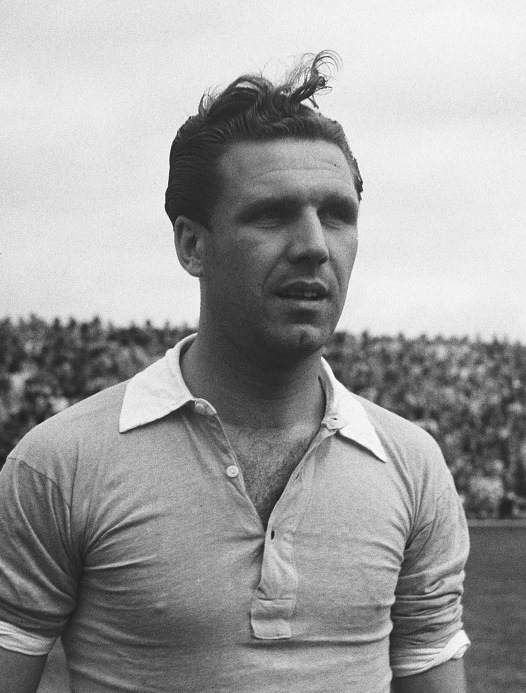
Jan van Roessel 1952

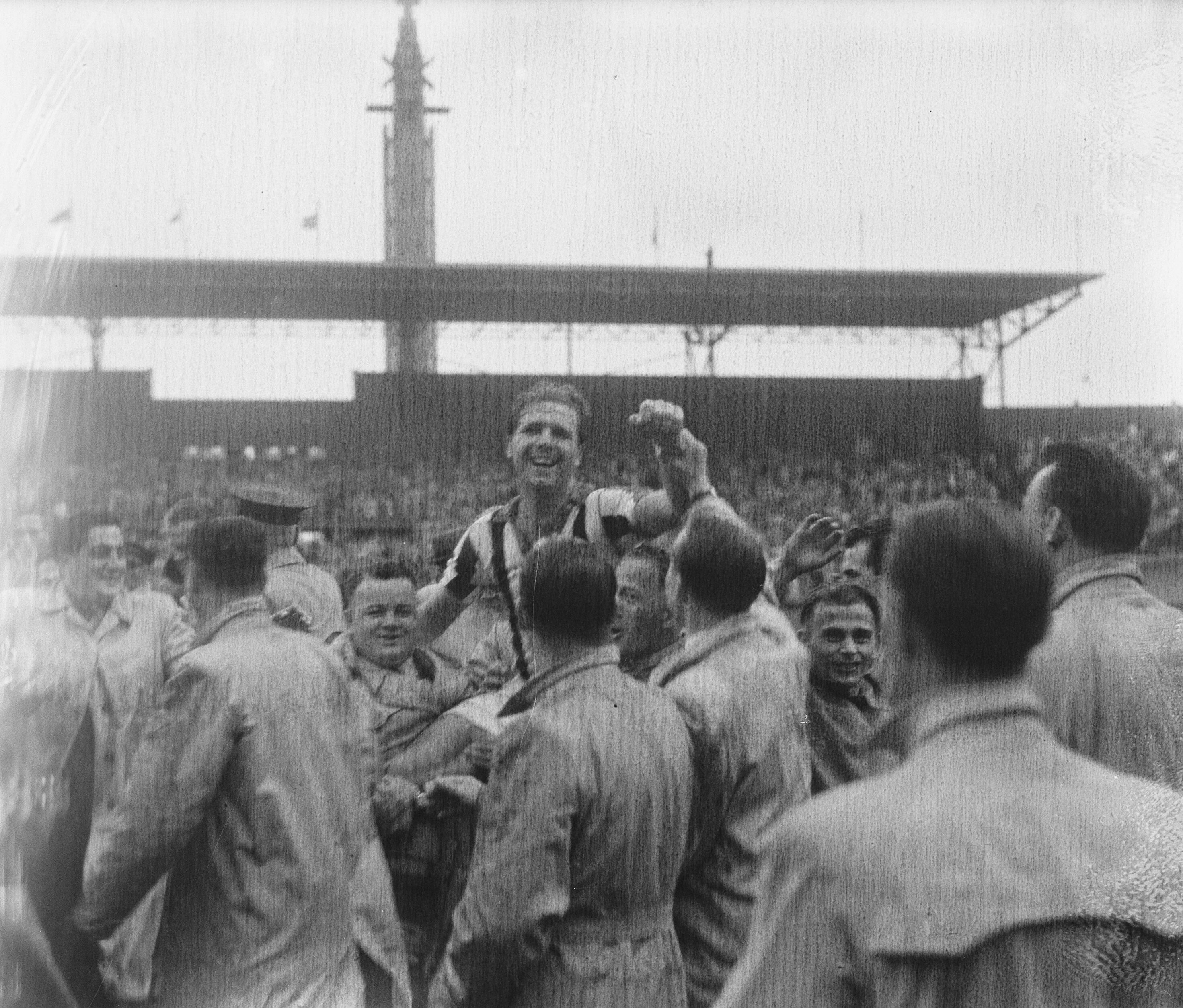
Jan van Roessel nach dem Gewinn der niederländischen Meisterschaft 1952

Johannes Cornelis Christianus „Jan“ van Roessel (* 7. April 1925 in Tilburg; † 3. Juni 2011 ebenda) war ein niederländischer Fußballspieler. Er spielte in seiner brabantischen Heimat bei den Tilburger Vereinen TSV LONGA, BVV und Willem II. Zweimal wurde van Roessel Niederländischer Meister und kam sechsmal in der Nationalmannschaft zum Einsatz.

## Vereinskarriere
Van Roessel arbeitete in verschiedenen Textilfabriken seiner Heimatstadt, von Beruf war er staalwever, Weber von Mustern und Designs. Wichtiger als die Arbeit war ihm das Fußballspielen, dem er in den 1940er Jahren zunächst beim Tilburger Verein TSV LONGA in der höchsten Spielklasse nachging. Als Staffelmeister konnte LONGA mit Roessel 1944 in der Meisterschaftsendrunde den dritten Platz erreichen. Für LONGA absolvierte er auch 1949 bereits sein erstes Länderspiel. Anschließend wollte er zu NAC nach Breda wechseln. Doch LONGA verhinderte, dass der Konkurrent sich verstärkte: der Klub schwärzte seinen Spieler beim KNVB an, er lasse sich für das Fußballspielen bezahlen. Der von Karel Lotsy geführte Verband stand zu dieser Zeit noch fest zu den hehren Prinzipien des Amateurstatus, was dazu führte, dass van Roessel für zwei Jahre gesperrt wurde. Die Sperre wurde später auf ein Jahr verkürzt, und van Roessel schloss sich 1951 dem größeren Tilburger Verein Willem II an.
Hier hatte der Mittelstürmer, den ein „harter Schuss und Kopfballstärke“ auszeichneten, in der Saison 1951/52 bereits großen Anteil daran, dass die Tilburger zum zweiten Mal seit 1916 Niederländischer Meister wurden. In der Saison 1954/55, im ersten Jahr nach Einführung des Profifußballs, wurde van Roessel mit Willem II erneut Meister, wobei er als Spieler „von unschätzbarem Wert“ war. Bis 1958 spielte der Goalgetter bei Willem II, erzielte insgesamt für den Klub 152 Tore in 168 Spielen. Nach der ersten Saison in der Eredivisie wechselte er 1957 zum Ligakonkurrenten BVV ins benachbarte ’s-Hertogenbosch. Eine Knieverletzung zwang ihn nach nur einem Jahr, seine Laufbahn in der höchsten Spielklasse mit 33 Jahren zu beenden. Danach war er noch für die zweite und dritte Mannschaft von LONGA aktiv.

## Nationalmannschaft
Sechs Länderspiele absolvierte van Roessel in der Oranje Elftal; dass es nicht mehr wurden, lag unter anderem an seiner Sperre wegen bezahlten Spielens 1950. Sein erster Einsatz in der Nationalmannschaft war am 16. Juni 1949 ein Freundschaftsspiel in Helsinki gegen Finnland. Bei strömendem Regen auf spiegelglattem Rasen krönte er sein Debüt zwischen Rinus Schaap und Faas Wilkes auf den Halbstürmerpositionen mit zwei Toren. Bei einem Spiel der Südniederlande-Auswahl brach er sich im Herbst 1949 ein Bein, und nach seiner Sperre kehrte er erst nach seiner ersten Meisterschaft mit Willem II zurück in die Nationalmannschaft. Es war am 16. Juli 1952 beim olympischen Fußballturnier, als er beim einzigen Auftritt der Niederländer gegen Brasilien nach einer Viertelstunde mit einem unhaltbaren Freistoß den Führungstreffer zum 1:0 erzielte; das Spiel in Turku ging allerdings mit 1:5 verloren. Weitere drei Mal kam er im Jahr 1952 zum Einsatz, spielte neben Stars wie Abe Lenstra oder Rinus Bennaars. Nach einer weiteren Länderspielpause kam er 1955 gegen die Schweiz noch einmal zurück in die Elftal, allerdings nur für neun Minuten: nachdem ihn der Schweizer Torhüter „buchstäblich vom Feld geschlagen hatte“, musste er gegen seinen Tilburger Mannschaftskameraden Sjel de Bruijckere ausgewechselt werden; seine Länderspielkarriere endete nach sechs Einsätzen, bei denen er fünf Tore erzielte.

## Nach der aktiven Zeit
Jan van Roessel arbeitete nach seinen Halbprofijahren in einer Tilburger Gießerei. Daneben verfolgte er bis zu seinem Tode die Spiele seines Vereins Willem II, saß im Stadion neben Piet de Jong, dem noch ein wenig besseren Topscorer der Vereinsgeschichte. Van Roessel aber wurde im Verein zum Spieler des Jahrhunderts gewählt; im Stadion ist einer der Konferenzräume nach ihm benannt worden. Van Roessel starb am 3. Juni 2011 im Alter von 86 Jahren an den Folgen einer Lungenerkrankung.